# Xian de Yanggao
Le xian de Yanggao (阳高县 ; pinyin : Yánggāo Xiàn) est un district administratif de la province du Shanxi en Chine. Il est placé sous la juridiction de la ville-préfecture de Datong.

## Démographie
La population du district était de 273 462 habitants en 1999.